# 12 TCN
Năm 12 TCN là một năm trong lịch Julius. 